# Lowell, Massachusetts
Lowell är en stad i Middlesex County i delstaten Massachusetts, USA. Staden hade cirka 105 000 invånare år 2000. Samma år hade staden cirka 24 000 familjer. Lowell är administrativ huvudort (county seat) i Middlesex County tillsammans med orten Cambridge. 
Den ligger där floderna Concord och Merrimac förenas.

## Historia
Lowell blev stad 1836. 
Under 1800-talet hade flodernas vattenfall betydelse genom att de gav drivkraft åt stadens fabriker. Redan 1910 hade staden 106 294 invånare och den kallades "City of Spindles" (sländestaden) och "the Manchester of America" på grund av sin stora bomullsindustri. Där tillverkades även ylletyger, strumpor, mattor, maskiner, läkemedel, skor, gummivaror, parfymer med mera. Där fanns en vävskola (sedan 1897), som undervisade i vävning, färgning samt mönsterritning. Den första yllefabriken började sin verksamhet 1823. 
Politikern Benjamin Franklin Butler, författaren Jack Kerouac och konstnären James McNeill Whistler var från Lowell.